# ظروف غذاخوری
ظروف غذاخوری (انگلیسی: Tableware) هر گونه ظرفی است که برای چیدن میز، سرو غذا و غذاخوری به کار می‌رود. این موارد شامل کارد و چنگال، ظروف شیشه‌ای، ظروف سرو و سایر موارد برای اهداف کاربردی است و همچنین جنبه تزئینی دارد. کیفیت، ماهیت، گوناگونی و شمار اشیا بسته به فرهنگ، مذهب، شمار غذاخوری‌ها، آشپزی و مناسبت متفاوت است. به عنوان مثال، فرهنگ غذایی و آشپزی خاورمیانه، هند یا پولینزی گاهی اوقات ظروف سفره را به سرو غذاها، استفاده از نان یا برگ ها به عنوان بشقاب جداگانه محدود می‌کند.  برای مناسبت‌های ویژه معمولاً از ظروف با کیفیت بالاتر استفاده می‌شود.

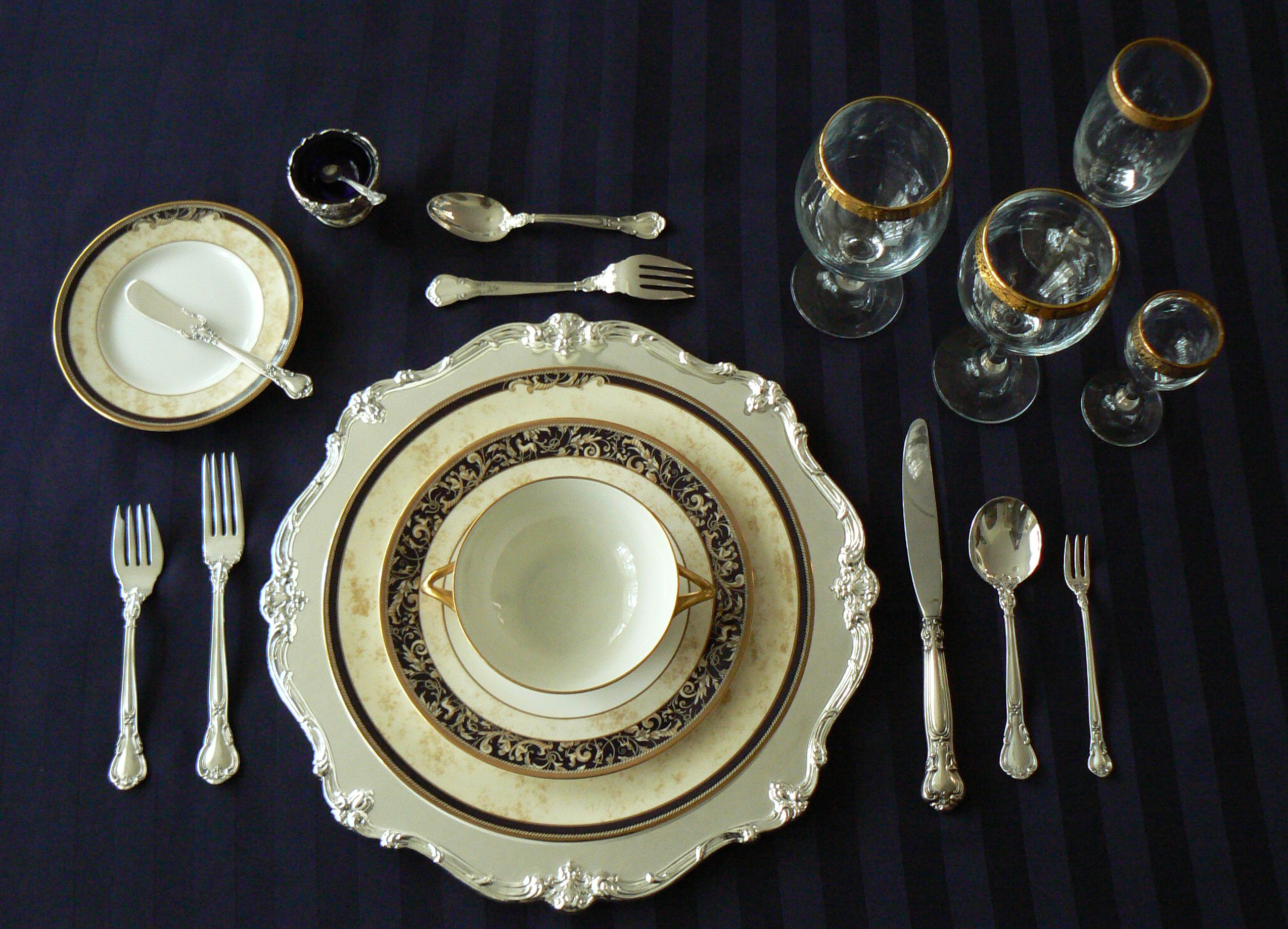